# The Advantage
The Advantage é uma banda norte-americana de nintendocore formada em 1998 na cidade de Sacramento, Califórnia.

## Integrantes
- Robby Moncrieff – guitarra
- Ben Milner – guitarra
- Carson McWhirter – baixo
- Spencer Seim – bateria

## Discografia
Álbuns de estúdio
- 2004: The Advantage
- 2006: Elf Titled

EP
- 2004: 2004 US Tour CD
- 2006: Underwear: So Big!